# Josep Vicenç Foix
Josep Vicenç Foix i Mas, que firmaba sus obras como J.V.Foix (Sarriá, Provincia de Barcelona, 28 de enero de 1893 - Barcelona, 29 de enero de 1987), fue un escritor, poeta y ensayista que escribió principalmente en lengua catalana. 

## Biografía
Nacido en la localidad de Sarriá (actualmente un barrio de la ciudad de Barcelona), Foix era hijo de uno de los pasteleros de más popularidad de la ciudad. Inició la carrera de Derecho aunque abandonó los estudios el segundo año de carrera. A partir de entonces compaginó su trabajo en el negocio familiar con la lectura de clásicos como Lord Byron, Dante o Charles Baudelaire.
En 1916 empezó a colaborar con la publicación La Revista y empezó a interesarse por las corrientes más vanguardistas del arte. Colaboró en otras publicaciones como Trossos, La Cònsola (1919-1920) o La Publicitat (1923-1936) en donde fue director de la sección de arte.
Admirador de Charles Maurras y Eugenio d'Ors, articularía junto a su gran amigo Josep Carbonell en la publicación Monitor, a partir de su fundación en enero de 1921, el ideario de un catalanismo integral, que incorporaba una matriz maurrasiana.
Al finalizar la guerra civil española, Foix regresó al negocio familiar, dejando a un lado por un tiempo sus inquietudes artísticas. También se dedicó a recopilar su obra poética y continuó apoyando a los jóvenes artistas de vanguardia, entre ellos al poliédrico Joan Brossa.
El 25 de mayo de 1962 se convirtió en miembro del Institut d'Estudis Catalans. Su obra se hizo más popular a raíz de la musicalización de su poema Es quan dormo que hi veig clar por parte del cantautor Joan Manuel Serrat.
Recibió diversas distinciones a lo largo de su vida. Destacan el Premio de Honor de las Letras Catalanas (1973), la Medalla de Oro de la Generalidad de Cataluña (1981) y el Premio Nacional de las Letras Españolas (1984). Ese mismo año de 1984, el Parlamento de Cataluña le propuso para el Premio Nobel de Literatura.
En el año 1985, ayuda a refundar la asociación estudiantil "Federació Nacional d'Estudiants de Catalunya" (FNEC) y ese mismo año es nombrado Presidente de Honor.
Falleció en 1987 y fue enterrado en el Cementerio de Sarriá de Barcelona.
Desde 1998 se puede consultar su Biblioteca personal en la Biblioteca de Cataluña.

## Obra

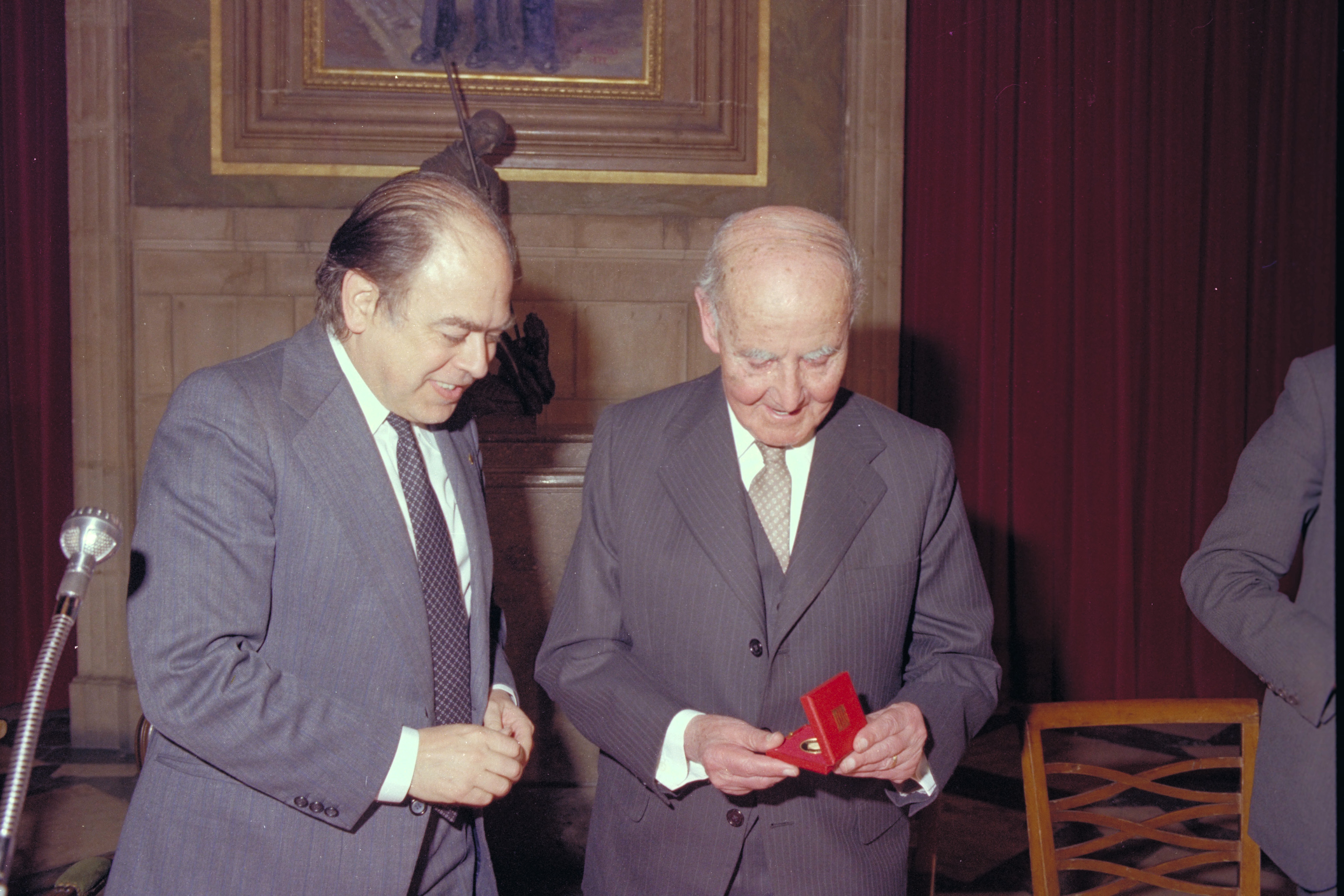
JV Foix recibiendo la medalla de oro de la Generalitat.

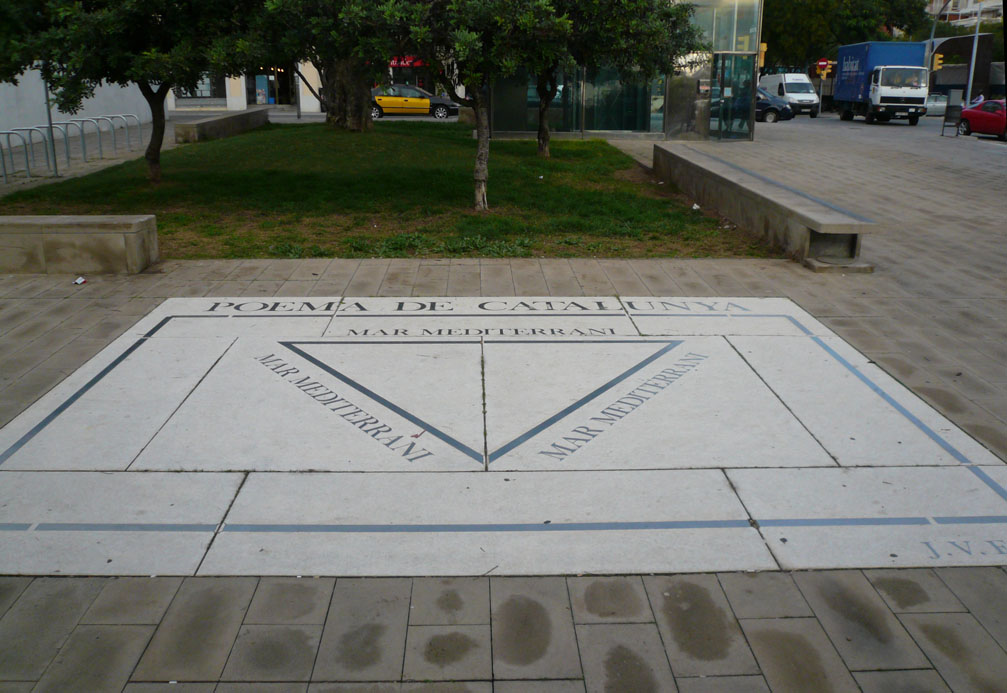
Obra realizada en 2002 en el pavimento de la Via Augusta de Barcelona sobre un caligrama de J.V. Foix publicado en 1920 en la revista La Cònsola

### Poesía
- Sol, i de dol 1947 (sonetos)
- Les irreals omegues 1949
- On he deixat les claus? 1953
- Onze Nadals i un Cap d'Any 1960
- Deixa aquests llibres al calaix de baix 1964
- Obres completes I, 1974 (poesía de 1971 a 1973)
- Cròniques de l’ultrason 1985

### Prosa poética
- Del "Diari 1918" 1956
- L'estrella d'en Perris 1963
- Darrer comunicat' 1963
- Allò que no diu "La Vanguardia" 1978
- Tocant a mà... 1982
- Obres completes II 1984
- Gertrudis

### Artículos periodísticos
- Els lloms transparents 1969
- Mots i maons, o a cascú el seu 1971
- Obres completes III 1985 (artículos entre 1921 y 1936)

### Retratos literarios
- Catalans de 1918 1965